# Спаське (Дніпровський район)
Спа́ське — село в Україні, у Підгородненській міській територіальній громаді Дніпровського району Дніпропетровської області над річкою Кільчень. Населення становить 3145 осіб.

## Історія
Ягідний байрак був відомою запорозькою місциною з багатою і плодовитою рослинністю та мальовничими видами. 1650 у Ягідному байраці у річки Кільчень тут відомі зимівники старих запорожців, що мали худобу, бджіл і що ловили рибу.
1680 року при влаштуванні московського військового табору у козацькій Самарі деякі запорожці переселилися у Ягідний яр. У 1734—1775 роках — у Самарській паланці.
1750 року відставний запорозький старшина Батуринського куреня Трохим Казинець побудував у Ягідному байраці землянки і мазанки і поселив у них своїх рідних і друзів. З 1760 року добре знали Трохима Козинця у новій Самарі на ярмарках і базарах за багатою продукцією. Він постачав азовському губернатору Черткову коней і спритних хлопців до них. Після руїни Січі, 1777 року Азовська канцелярія за ходатайством старого Козинця надала його зимівнику статус державної військової слободи Спасової і призначила його сина — Максима Козинця осадчим слободи. Згодом козака Гаврила Яковлєва Левченка призначено писарем Спаської сільської поліції. Вони, а також козаки Іван Лимарів і Григорій Антонів Коніловський розпланували і забудували слободу за їхнім планом і збільшили таким чином населення.
За даними Азовської губернської канцелярії 1780 року слобода називалася Спасова і мала 357 мешканців (183 чоловіків і 175 жінок) (числа наведені за документом).
1782 року тут мешкало 395 осіб (210 чоловіків і 185 жінок). Було відчужене 120 десятин для церкви Вознесення Господня, що була побудована коштом селян і посвячена 2 липня 1789 року.
1886 року державна слобода Спаська була центром Спаської волості Новомосковського повіту. Тут мешкало 2412 особи. Тут було 415 господарств, волосне правління, православна церква, школа, магазин. Її положення означене на правому березі річки Кільчень.
За переписом 1897 року кількість мешканців зросла до 3720 осіб (1885 чоловічої статі та 1835 — жіночої), з яких 3702 — православної віри.
1908 року населення зросло до 5030 осіб (2560 — чоловіків та 2470 — жінок). Господарств налічувалось — 829.

## Населення

### Мова
Розподіл населення за рідною мовою за даними перепису 2001 року:
| Мова            | Кількість | Відсоток |
| --------------- | --------- | -------- |
| українська      | 3048      | 96.92%   |
| російська       | 93        | 2.96%    |
| білоруська      | 2         | 0.06%    |
| інші/не вказали | 2         | 0.06%    |
| Усього          | 3145      | 100%     |

## Відомі люди
- Семак Петро Михайлович (р. 1960) — російський актор театру та кіно.
- Самійленко Микола Омелянович (1917—2001) — український поет, воїн УПА.

## Галерея

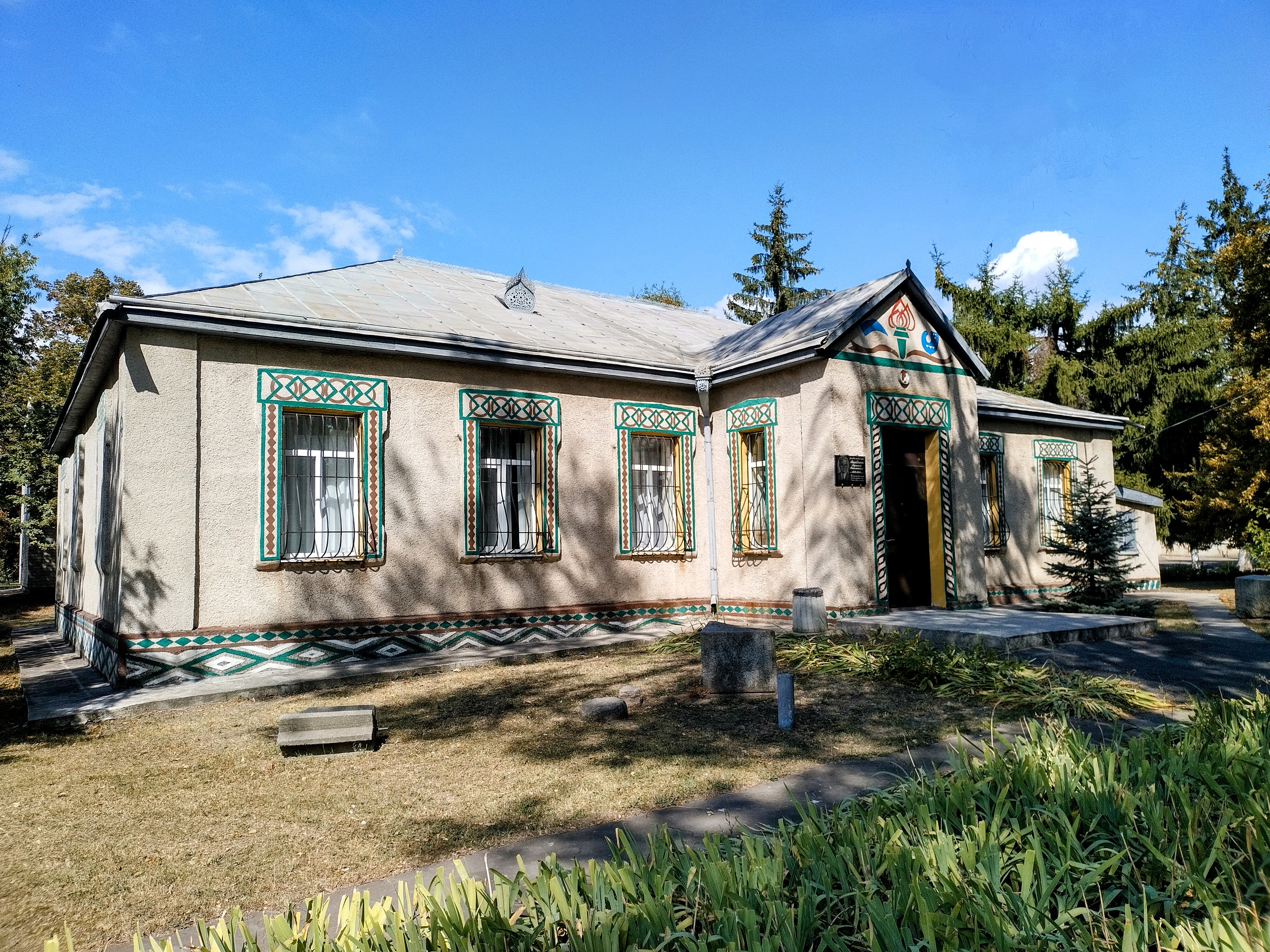
Народний музей
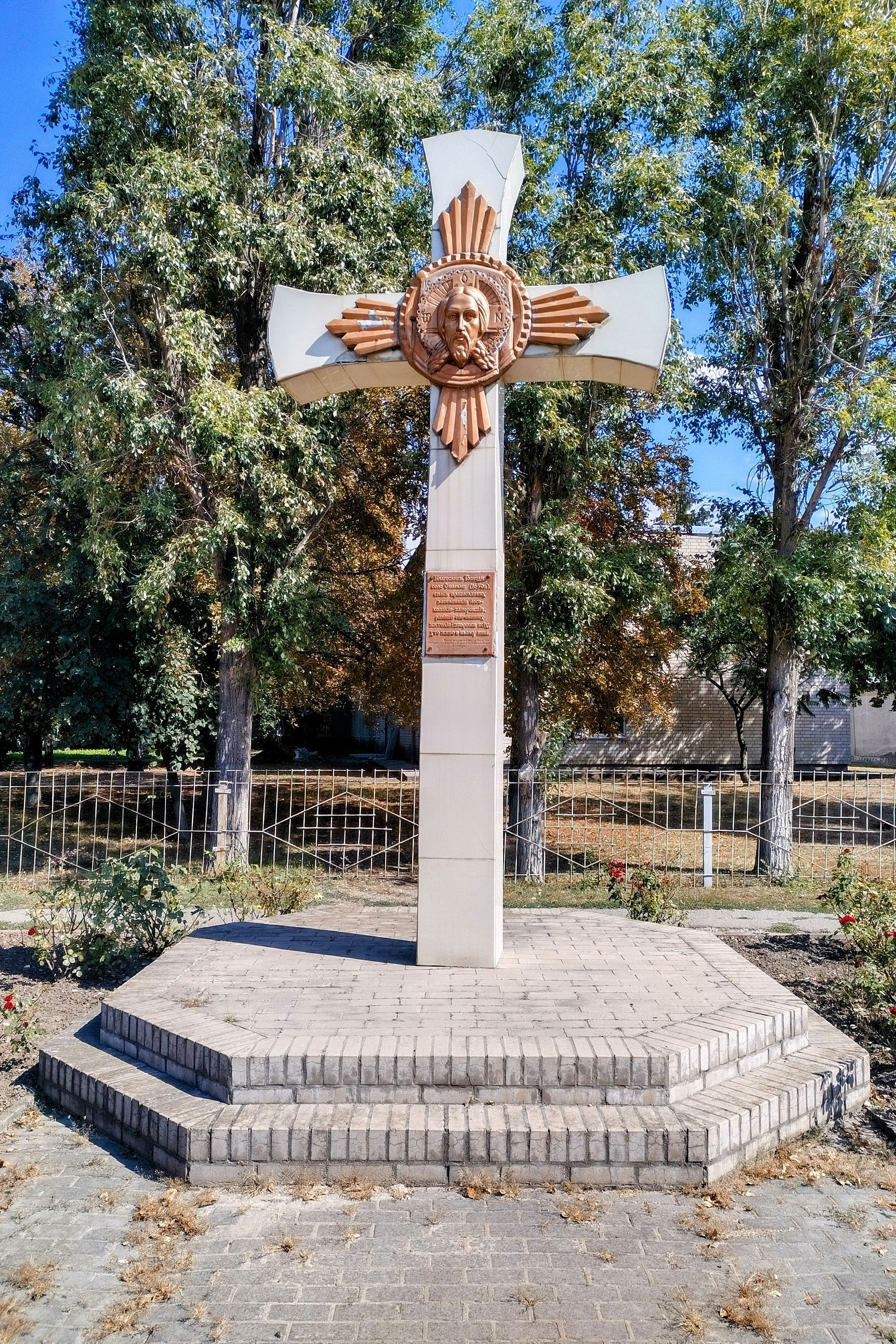
Хрест козакам-запорожцям, засновникам села
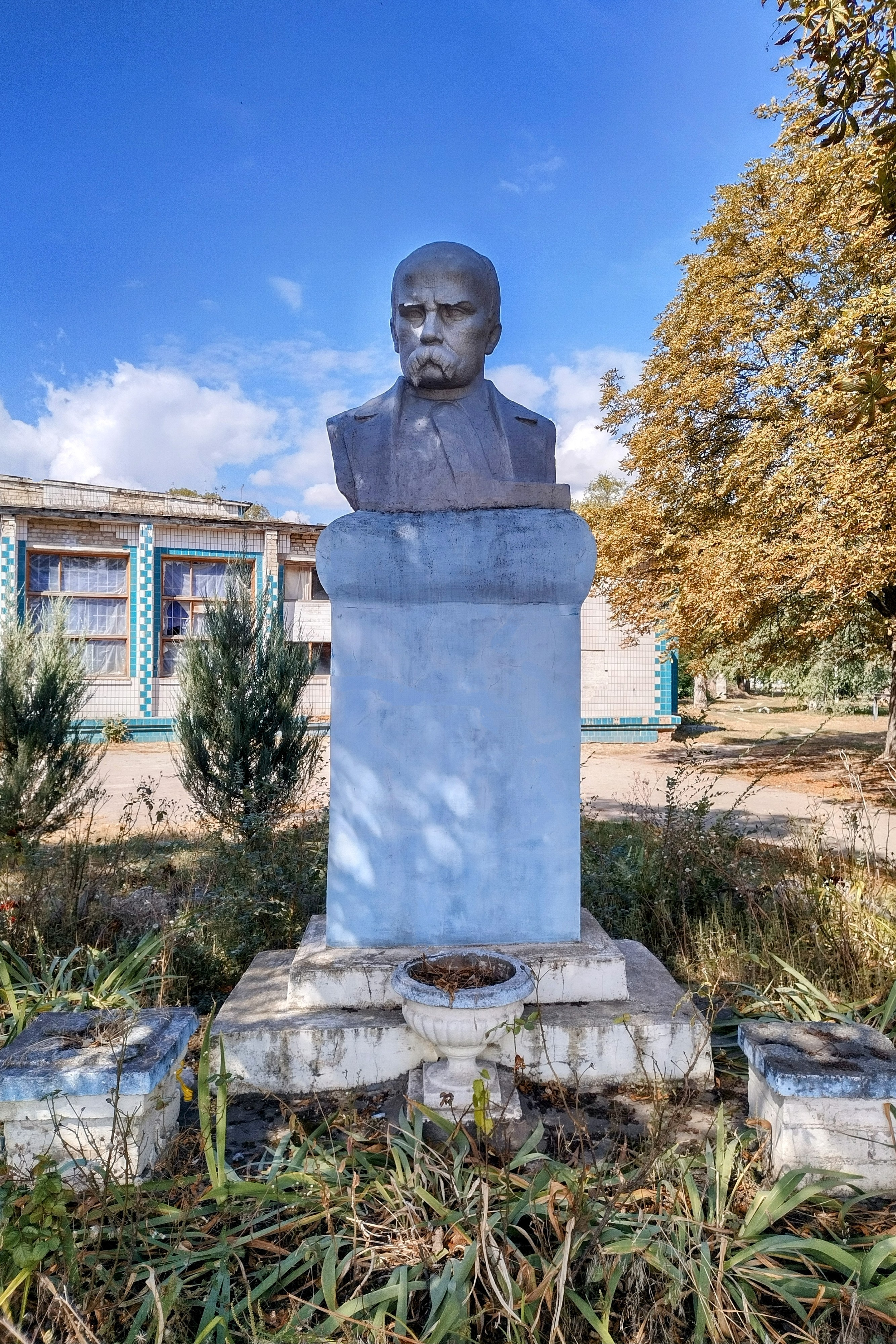
Погруддя Тараса Шевченка
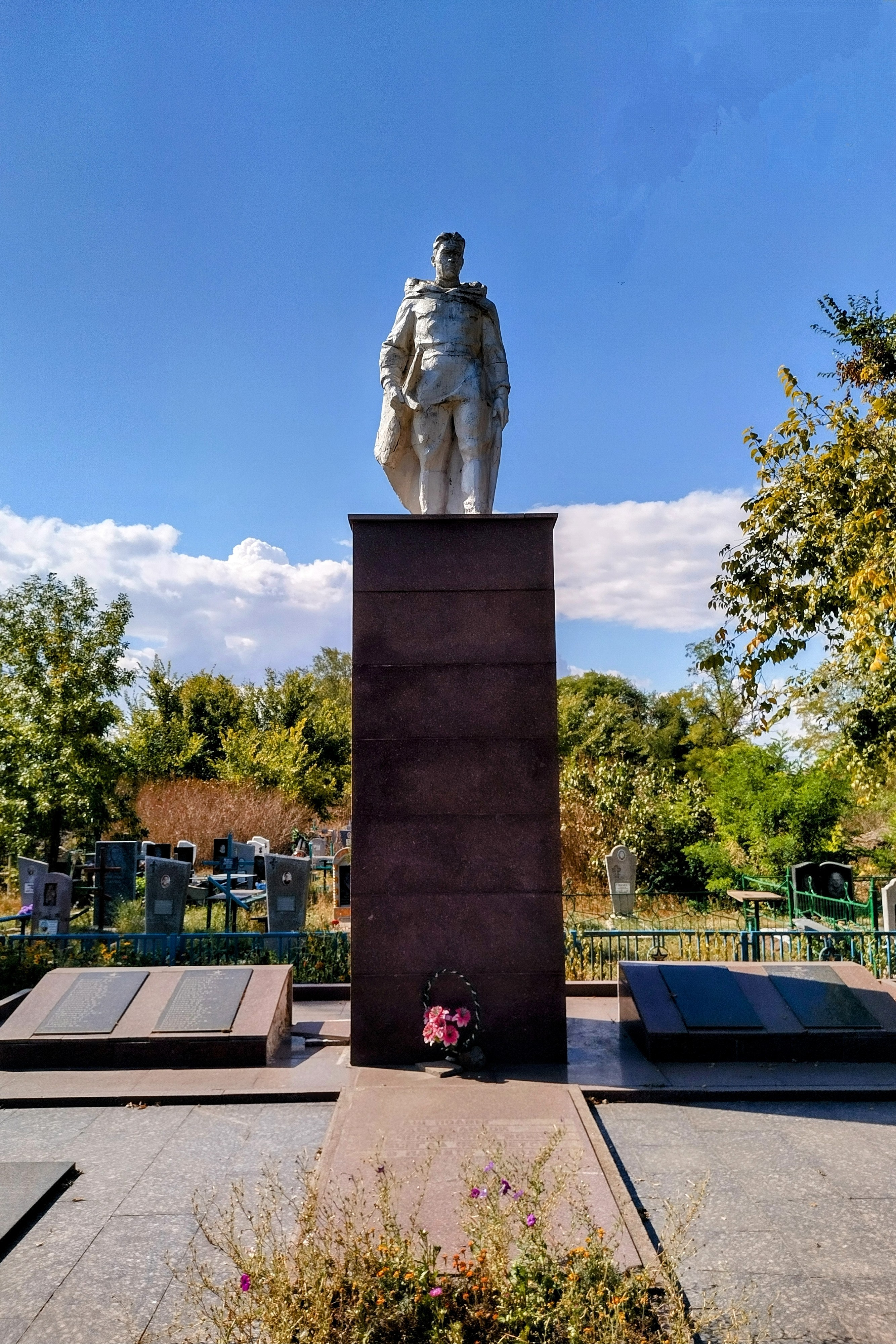
Військовий меморіал
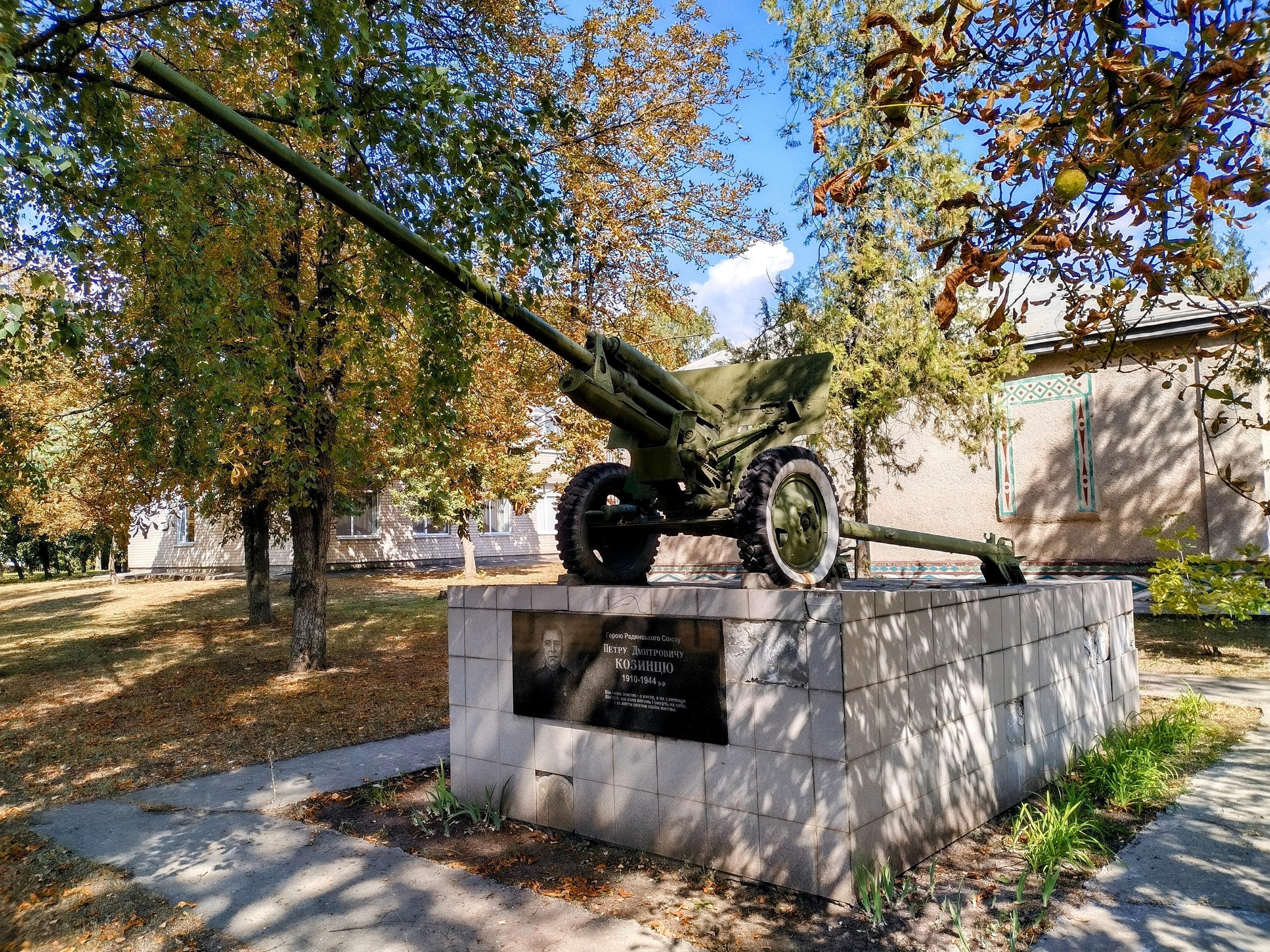
Меморіал Герою Радянського Союзу Петру Козинцю